# Права интерсекс-людей в Швейцарии
Права интерсекс-людей в Швейцарии нарушаются по ряду показателей. Интерсекс-люди в Швейцарии не имеют права на физическую неприкосновенность, а также не имеют защиты от дискриминации по признаку пола. В 2012 году Швейцарская национальная консультативная комиссия по биомедицинской этике опубликовала отчёт о медицинском лечении различий в половом развитии или интерсекс-вариаций.

## История
В каноническом праве, известном как Декрет Грациана, говорится, что «вопрос о том, может ли гермафродит (устаревшее название интерсексов) стать свидетелем, зависит от того, какой пол преобладает».

## Физическая неприкосновенность

Юридический запрет на медицинские вмешательства в тела интерсекс-людей без их добровольного согласия.
Нормативная приостановка не согласованных медицинских вмешательств

Исследователи утверждают, что медицинские вмешательства в тела интерсекс-детей нарушают их конституционное право на защиту от дискриминации и защиту человеческого достоинства.
В конце 2012 года, по запросу директора Федерального управления общественного здравоохранения, Национальная консультативная комиссия по биомедицинской этике сообщила об этике медицинского лечения интерсекс-людей после проведения расследования и многочисленных слушаний. Комиссия заслушала мнение родителей, лиц с интерсекс-вариациями, юристов и практикующих врачей. В отчете Комиссии приводятся веские аргументы против медицинского вмешательства по психосоциальным причинам.
В отчете рекомендуется отложить все «нетривиальные» операции, которые имеют «необратимые последствия». В докладе также рекомендовано уголовное наказание за не необходимые с медицинской точки зрения операции на половых органах.
В 2013 году, после публикации отчета Комиссии, Блейз Мейрат, детский хирург в Лозаннской университетской больнице, сказал Swissinfo, что «очень жаль, что из-за отсутствия этической ясности в медицинской профессии мы должны привлекать законодателей, но в моем мнение это единственное решение».
В последние годы правозащитная группа Zwischengeschlecht документировала практику и рекомендации в больницах, которые разрешают проведение медицинских вмешательств по эстетическим и психосоциальным причинам на интерсекс-детях и их последствия. Zwischengeschlecht отмечает, что больницы отказываются публиковать статистику.

Защита прав интерсексов
Защита ряда прав интерсексов
Защита прав интерсексов в ещё более узкой выборке характеристик

В 2015 году Комитет ООН по правам ребёнка призвал Швейцарию выполнить рекомендации Национальной консультативной комиссии по биомедицинской этике и «обеспечить, чтобы никто не подвергался ненужным медицинским или хирургическим вмешательствам в младенчестве или детстве; гарантировать физическую неприкосновенность и автономию самоопределения интерсекс-детей, а также предоставить семьям таких детей адекватную поддержку и психологическую помощь». Аналогичные рекомендации были сделаны позднее в том же году Комитетом ООН против пыток. В июле 2018 года Комитет ООН по ликвидации дискриминации в отношении женщин опубликовал замечания о вредных практиках, рекомендовав Швейцарии «принять все необходимые меры для обеспечения того, чтобы ни один ребёнок не подвергался ненужным операциям в целях назначения пола». Комитет также призвал обеспечить доступ к медицинским картам, а также предоставить компенсации.
В апреле 2019 года Большой совет Женевы вынес два решения, одно единогласно, против использования таких операций, которые они назвали «увечья». Предусматриваются схему возмещения ущерба и бесплатное психосоциальное консультирование жертв таких операций, а также увольнение любого врача, который выполняет эти процедуры на интерсекс-людях без их согласия.

## Возмещения ущерба
Отчет Национальной консультативной комиссии по биомедицинской этике за 2012 год примечателен тем, что в нём явно высказаны извинения за ущерб, нанесенный интерсекс-людям в прошлом и до настоящего времени, с призывом к общественному признанию.
Апелляция Большого совета Женевы от 2019 года предложила схему по которой должны выплачиваться возмещения ущерба.

Небинарный/третий гендерный маркер доступен по желанию
Доступно только на интерсекс-людей
Обязательно для некоторых интерсекс-людей и доступно по желанию
Обязательно для некоторых интерсекс-людей с рождения
Опция недоступна или нет информации

## Документы удостоверяющие личность
В 2012 году Национальная консультативная комиссия по биомедицинской этике призвала к большей гибкости в изменении пола. В ответ на доклад заместитель директора Междисциплинарного центра гендерных исследований при Бернском университете призвал в 2013 году интерсекс-людям в документах проставлять «неопределенный пол». Правозащитная организация Zwischengeschlecht назвала создание новых классификаций «глупыми временными фантазиями».
В 2018 году Национальный совет, нижняя палата парламента, принял предложение разрешить интерсекс-людям оставлять пустой графу с гендерным маркером. [16] Федеральный совет теперь рассматривает ходатайства, а затем выскажет рекомендации.

## Браки
Однополые браки в Швейцарии не разрешены законом. Как и другие люди в такой же ситуации, интерсекс-люди не могут вступать в брак с другими людьми с той же классификацией пола.

## Правозащитная деятельность
В Швейцарии есть несколько тематических организаций:
- Группа для интерсекс-людей Selbsthilfegruppe Intersex,
- Группа поддержки родителей интерсекс-людей Verein SI Selbsthilfe Intersexualität
- Организации по защите прав интерсекс-людей Zwischengeschlecht и InterAction Association Suisse pour les Intersexes.